# Paguyuban Pasundan
Paguyuban Pasundan est l'organisation socio-culturelle sundanaise la plus ancienne en Indonésie.

## Historique
L'organisation a été fondée le 20 juillet 1913. Son but principal était de supporter la culture sundanaise en faisant participer non seulement les personnes sundanaises, mais aussi toutes les persoones intéressées.
Le premier chef de Paguyuban Pasundan fut Dajat Hidajat, un étudiant à STOVIA (School Tot Opleiding voor Indlandsche Artsen) l'ancienne école de médecine de Jakarta. Il était conseillé par Daeng Kanduruan Ardiwinata.
Entre 1931 et 1942, Paguyuban Pasundan eut une grande renommée sous la direction d'Oto Iskandar di Nata, héros national indonésien.
L'éducation est aujourd'hui la priorité de l'organisation. Paguyuban Pasundan dirige maintenant plusieurs centaines de lycées et quatre universités, pour la plupart à Java occidental et dans la province de Banten.